# کوین مولر (بازیکن فوتبال)
کوین مولر (انگلیسی: Kevin Müller؛ زادهٔ ۱۵ مارس ۱۹۹۱) بازیکن فوتبال اهل آلمان است.
از باشگاه‌هایی که در آن بازی کرده‌است می‌توان به باشگاه فوتبال هایدنهایم، باشگاه فوتبال انرژی کوتبوس، باشگاه فوتبال هانزا روستوک، و باشگاه فوتبال اشتوتگارت اشاره کرد.
وی همچنین در تیم ملی فوتبال جوانان آلمان بازی کرده‌است.